# 엑스맨: 뮤턴트 아카데미
《엑스맨: 뮤턴트 아카데미》(X-Men: Mutant Academy)는 2000년 격투 게임으로, 마블 코믹스의 슈퍼히어로 팀 엑스맨을 주인공으로 한 작품이다. 플레이스테이션과 게임보이 컬러로 발매되었다. 사이클롭스, 울버린, 갬빗, 스톰 등이 등장한다.

## 평가
| 평론 점수 평론사 점수 GBC PS 올게임 [ 1 ] [ 2 ] EGM 6.83/10 [ 3 ] 유로게이머 3/10 [ 4 ] 게임 인포머 7.5/10 [ 5 ] 게임 레볼루션 C+ [ 6 ] 게임팬 70% [ 7 ] 게임프로 [ 8 ] 게임스팟 2.4/10 [ 9 ] 6.4/10 [ 10 ] IGN 3/10 [ 11 ] 8/10 [ 12 ] 닌텐도 파워 6.8/10 [ 13 ] OPM (US) [ 14 ] 통합 점수 게임랭킹스 47.14% [ 15 ] 76.21% [ 16 ] 메타크리틱 75/100 [ 17 ] |        |         |
| 평론 점수 |        |         |
| 평론사 | 점수   | 점수    |
| 평론사 | GBC    | PS      |
| 올게임 | [ 1 ]  | [ 2 ]   |
| EGM |        | 6.83/10 |
| 유로게이머 | 3/10   |         |
| 게임 인포머 |        | 7.5/10  |
| 게임 레볼루션 |        | C+      |
| 게임팬 |        | 70%     |
| 게임프로 |        | [ 8 ]   |
| 게임스팟 | 2.4/10 | 6.4/10  |
| IGN | 3/10   | 8/10    |
| 닌텐도 파워 | 6.8/10 |         |
| OPM (US) |        | [ 14 ]  |
| 통합 점수 |        |         |
| 게임랭킹스 | 47.14% | 76.21%  |
| 메타크리틱 |        | 75/100  |